# Władysław Sierow
Władysław Ołeksandrowycz Sierow, ukr. Владислав Олександрович Сєров (ur. 14 czerwca 1978 w Kijowie, zm. 5 września 2012) – ukraiński hokeista, reprezentant Ukrainy, olimpijczyk.

## Kariera
- Drużba-78 Charków (1991/1992)
- Fort McMurray Oil Barons (1998-1999)
- Detroit Vipers (1999)
- Manitoba Moose (1999-2000)
- Flint Generals (1999)
- Hershey Bears (2000)
- Chicago Wolves (2000)
- Quad City Mallards (2000-2001)
- Greensboro Generals (2001-2003)
- Sokił Kijów (2003)
- Eppan/Appiano (2003-2004)
- Bakersfield Condors (2004-2005)
- Motor City Mechanic (2005-2006)
- Berkut Browary (2006)
- ATEK Kijów (2006)

Wychowanek SDJuSzOR Kijów. W trakcie kariery występował w lidze ukraińskiej, północnoamerykańskich ligach Alberta Junior Hockey League (AJHL), United Hockey League, ECHL, IHL, AHL, włoskiej Serie A.
Z kadrą juniorską Ukrainy brał udział w turnieju mistrzostw świata juniorów do lat 20 1997 (Grupa B). W barwach seniorskiej Ukrainy uczestniczył w turniejach zimowych igrzysk olimpijskich 2002 i mistrzostw świata 2004 (Elita).
Zmarł na początku września 2012.

## Sukcesy
Klubowe
- Colonial Cup – mistrzostwo United Hockey League: 2000 z Flint Generals, 2001 z Quad City Mallards
- Złoty medal mistrzostw Ukrainy: 2004 z Sokiłem Kijów, 2007 z ATEK Kijów
- Srebrny medal mistrzostw Ukrainy: 2007 z Berkutem Kijów